# Факултет за пословне студије Мегатренд универзитета
Факултет за пословне студије у Београду је највећа високообразовна и научна установа Универзитет Мегатренда. Основан је 1998. године.
Саставни је део система образовања Републике Србије по решењу републичког Министарства просвете бр. 022-05-193/98-04.
Концепт студија и студијски програми ове образовне установе усклађени су са Болоњском декларацијом.
Основне академске студије трају четири године, мастер студије годину дана, а докторске студије три године.

## Управа факултета
Руководство факултета чине:
- Декан проф. др Слободан Котлица,
- Продекан за I степен студија Доц. др Александра Тошковић Стевановић,
- Продекан за II и III степен и научно-истраживачки рад проф. др Наташа Богавац-Цветковић.

## Смерови на основним студијама
Смерови на основним студијама формирани су према различитим областима управљања, и то су:
- Међународно пословање,
- Компјутерски инжињеринг и
- Извршно управљање.

## Последипломске студије
- Мастер студије

Настава за мастер студие остварује се, сагласно одредбама Закона о високом образовању, у трајању од једне школске године, односно два семестра. Сви предмети на дипломским академским, мастер, студијама су једносеместрални.
Програм дипломских академских, мастер, студија вреднује се са 60 ЕСПБ бодова, заједно са завршним радом.
- Докторске академске студије

Факултет за пословне студије организује и студије трећег степена - докторске академске студије. Трају шест семестара, имају 180 ЕСПБ бодова.